# Novoť
Novoť est un village de Slovaquie situé dans la région de Žilina.

## Histoire
Première mention écrite du village en 1691.

## Démographie

### Évolution de la population
| Année:               | 1994. | 2004.    | 2014.    | 2024.   |
| -------------------- | ----- | -------- | -------- | ------- |
| Nombre de personnes: | 2828  | 3158     | 3506     | 3818    |
| Différence:          |       | +11,66 % | +11,01 % | +8,89 % |

| Année:               | 2023. | 2024.   |
| -------------------- | ----- | ------- |
| Nombre de personnes: | 3790  | 3818    |
| Différence:          |       | +0,73 % |